# Northrop N-102 Fang
El Northrop N-102 Fang fue un diseño estadounidense de avión de caza, creado por Northrop y propuesto a la USAF en 1953.

## Desarrollo
Una vez iniciada la producción del F-89 Scorpion, Northrop quiso mirar al futuro investigando un nuevo concepto de diseño.
Northrop desarrolló el diseño N-102 con la idea de obtener un caza ligero diurno supersónico, de bajo mantenimiento, alto régimen de ascenso y con un gran techo de vuelo. Estaba propulsado por un único motor General Electric J79 con poscombustión, que le proporcionaba el mismo empuje que el F-89 con la mitad de peso, aunque los diseñadores creían que dos motores incrementarían el margen de confianza y seguridad.
Financiado de forma privada, alcanzó la etapa de maqueta, mientras se planteaba un desarrollo paralelo para su uso por la Armada estadounidense en sus portaaviones ligeros. También se consideró una variante biplaza de entrenamiento.
A pesar de su prometedor diseño, no consiguió llamar la atención de la Fuerza Aérea. Formó la base de la familia del caza F-5.

## Diseño
Entre las notables características de diseño del Fang, cabe destacar su ala en delta de disposición alta y diedro negativo. Las superficies de cola estaban aflechadas, y el motor se encontraba en la parte trasera del fuselaje, más bien por debajo del cuerpo principal, con una toma de aire ventral. Esta disposición del motor fue concebida para facilitar el rápido cambio del mismo, sistema denominado “Power Package”.
Además, para facilitar el mantenimiento, se podía acceder a la mayor parte del fuselaje mediante paneles desmontables; y al radar, electrónica, sistemas hidráulicos y armamento mediante el abisagramiento hacia abajo del morro. El repostaje de combustible podía realizarse en 2,7 min mediante un único punto de toma.
El armamento básico era un cañón interno M39 de 20 mm alojado en el vientre del fuselaje, detrás de la cabina. El cañón estaba conectado al sistema de control de tiro, que consistía en un radar que pasaba los datos de distancia y velocidad del objetivo a la mira electrónica. Se consideró otro armamento interno: dos cañones de 20 mm, dos cañones de 30 mm, un lanzador de cohetes de 38 mm, cuatro ametralladoras de 12,7 mm, 132 cohetes NAKA de 38 mm, 32 cohetes Gimlet de 50 mm o 15 cohetes FFAR de 70 mm.
El armamento externo se transportaba en seis soportes subalares: misiles Sidewinder y Sparrow, bombas de NAPALM, combustible, misiles aire-superficie, cohetes, bombas y otras cargas.

## Especificaciones

### Características generales
- Tripulación: Uno (piloto)
- Longitud: 13,96 m
- Envergadura: 9,30 m
- Altura: 4,82 m
- Peso máximo al despegue: 8509,53 kg
- Planta motriz: Turborreactor con poscombustión General Electric J79.
  - Empuje normal: 41,34 kN (9293,6 lbf)
  - Empuje con postquemador: 63,83 kN (14349,55 lbf)

### Rendimiento
- Velocidad nunca excedida (Vne): Mach 2
- Velocidad crucero (Vc): Mach 0,87
- Alcance en ferry: 3266 km
- Techo de vuelo: 18000 m (59055,12 pies)

### Armamento
- Cañones: 

  - 1x 20 mm
- Otros: Misiles AAM y ASM, bombas, cohetes

### Secuencias de designación
- Secuencia N- (interna de Northrop): ← N-87 - N-94 - N-96 - N-102 - N-103 - N-105 - N-110 →